# Sciaromium confluens
Sciaromium confluens là một loài Rêu trong họ Echinodiaceae. Loài này được (Müll. Hal.) Paris miêu tả khoa học đầu tiên năm 1898.